# Meister Tilman
Meister Tilman von Köln ist einer der wenigen durch Urkunden belegten Schnitzer und Bildhauer des ausgehenden 15. Jahrhunderts; er schuf wohl mit seiner Kölner Werkstatt eine Vielzahl an Skulpturen, die vor allem in und um Köln zu finden sind.

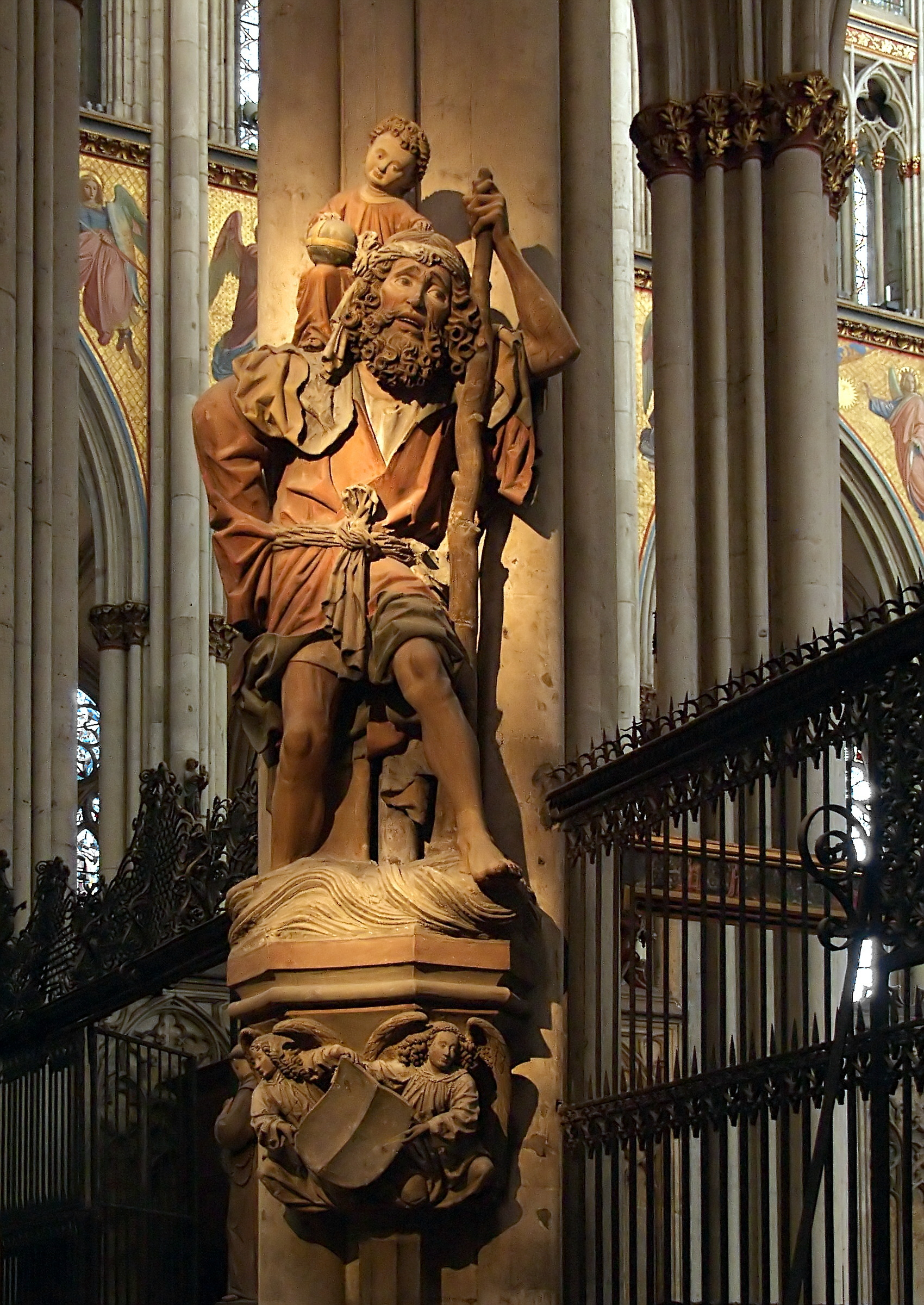
Statue des Heiligen Christophorus im Kölner Dom

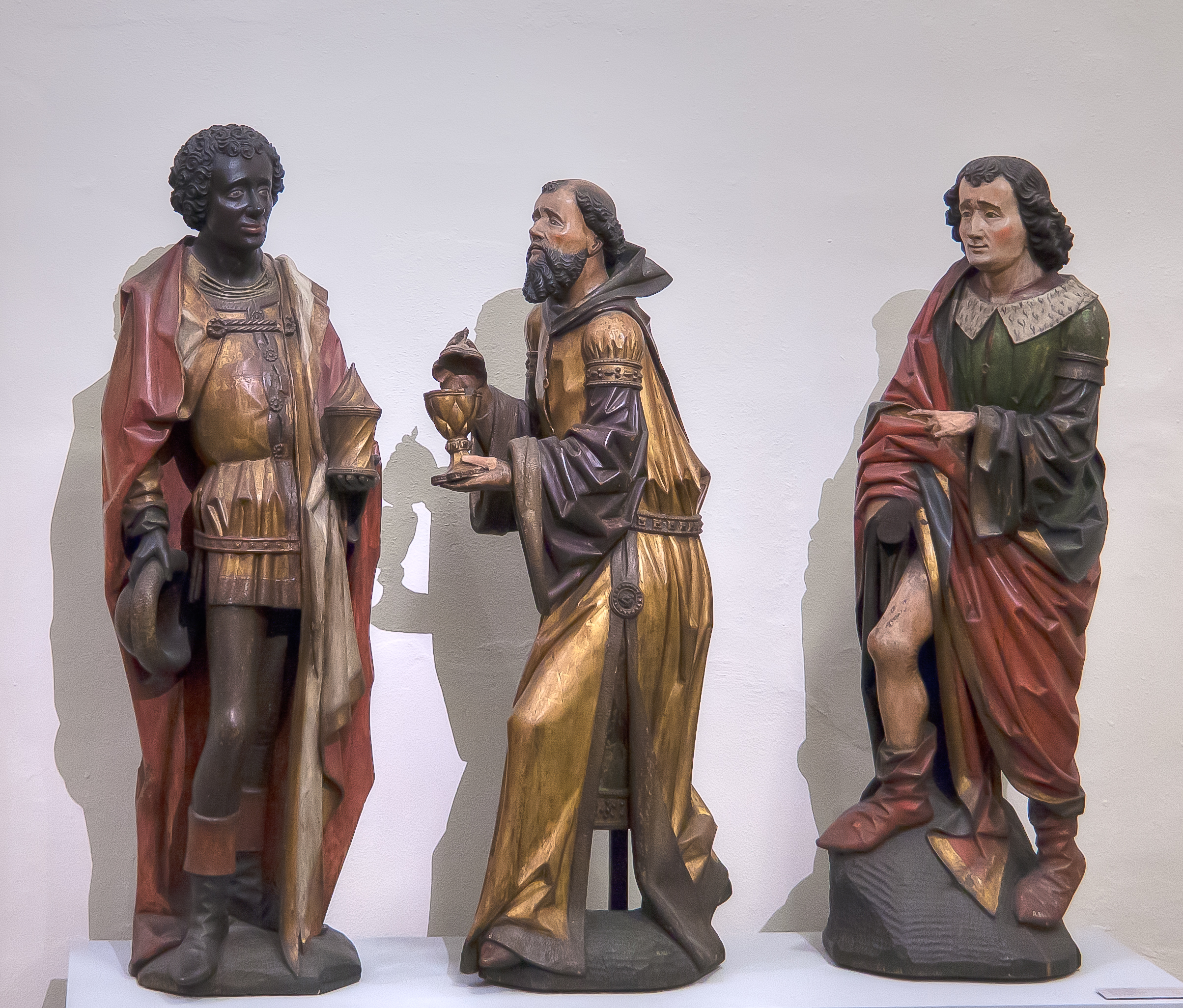
Heilige drei Könige, Museum Schnütgen

## Forschungsstand
Meister Tilman wurde bis in die 1970er Jahre mit dem Steinmetz Tilman van der Burch gleichgesetzt. Er wird inzwischen jedoch in den neuesten Zuschreibungen meist mit Tilman Heysacker genannt Krayndunck identifiziert. Meister Tilman, der wahrscheinlich bei dem Holzschnitzer Meister Arndt in Kalkar († 1492, auch Arnt und Arndt von Zwolle) gelernt hatte, war nach dokumentierten Aufträgen von etwa 1475 bis 1515 in Köln tätig. „1487 erhielt Meister Tilman den Auftrag für die Grabfiguren des Grafen Gerhard II. von Sayn und seiner Ehefrau Elisabeth von Sierck in der Klosterkirche Marienstatt im Westerwald, 1505 arbeitete er an einem Altarretabel für die Weseler Kalvarienbergkapelle (jetzt in St.Martini) und 1509/10 schuf er eine Apostelfolge in der Pfarrkirche von Siegburg. Diese drei archivalisch für Tilman belegten und erhaltenen Werkkomplexe unterschiedlicher Stilstufen bilden das tragfähige Gerüst für zahlreiche Zuschreibungen weiterer, um 1475 einsetzender Werke auf stilkritischem Wege“. Seine Werkstatt war damals wohl die führende Kölner Bildschnitzerwerkstatt, die auch in der Region von Wesel bis zur Mosel und bis nach Dortmund ihre Figuren lieferte.

## Zuschreibungen

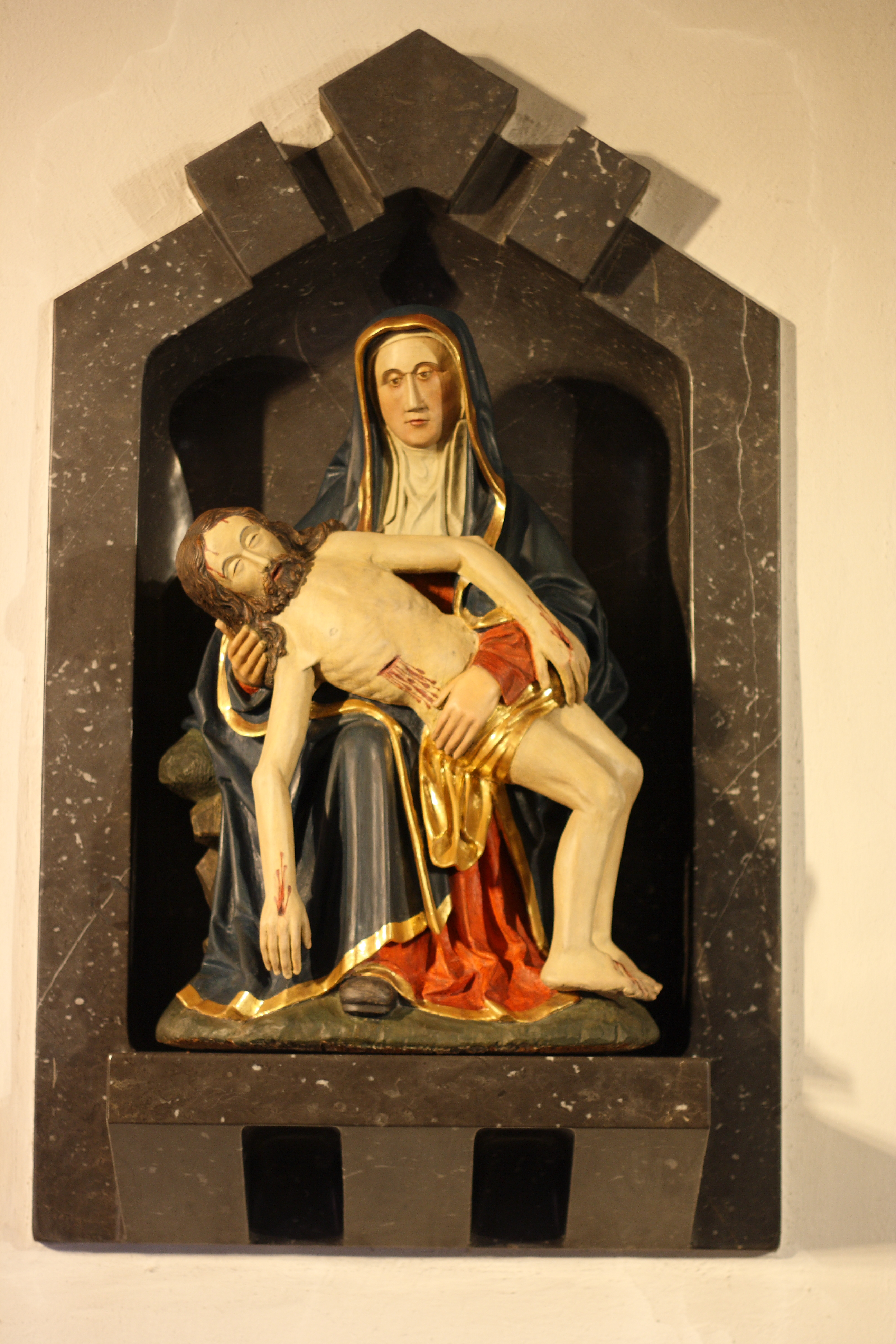
Pietà St. Severin, Hermülheim

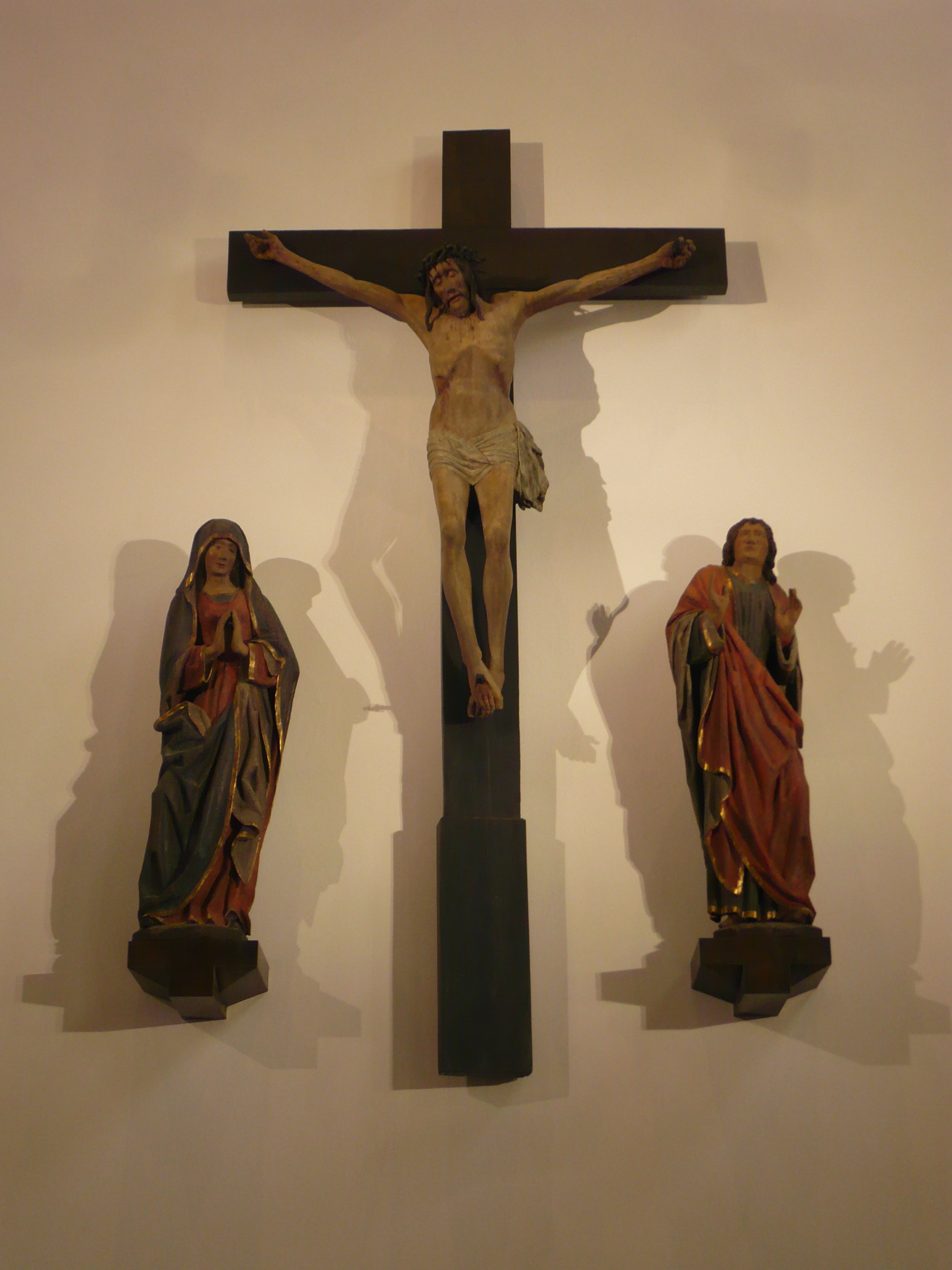
Kreuzigungsgruppe St. Severin (Hermülheim)

### Kölner Bestand
- Statue des St. Christophorus im Kölner Dom
- Schmerzensmann in St. Aposteln Köln
- Kreuzigungsgruppe in Groß St. Martin
- Eine Schutzmantel-Ursula in St. Ursula (Köln)
- Erzengel Michael und Statue des Christophorus in St. Andreas (Köln)
- Johannes der Täufer, drei fast lebensgroße Königsfiguren (Inv. A 861 a-c), zwei Engel (1530) (Kat. 132–135, 140 u. 141), ein Schmerzensmann (Inv. A 820) im Museum Schnütgen
- Kruzifix St. Gereon Köln-Merheim[8]

### Kölner Umland
- Pietà und Kreuzigungsgruppe in St. Severin (Hermülheim)[9]
- Kruzifix in Bliesheim, ursprünglich zur Ausstattung der Stiftskirche St. Maria ad Gradus (Köln) in Köln gehörig, die Bliesheim als Unterherrschaft bis zur Säkularisation 1803 besaß.[10] Kopie an der Ecke Frankenstraße / Merowingerstraße; Original jetzt im Vorraum von St. Lambertus[11][12]
- Kreuzigungsgruppe von Großkönigsdorf
- Eine Mondsichelmadonna in St. Mariæ Geburt (Köln-Zündorf)
- Eine Schutzmantel-Ursula in St. Nikolaus von Tolentino (Rösrath)[13]
- Jakobus in der Wegekapelle St. Margaretha, Elsdorf-Tollhausen
- Triumphkreuzgruppe in St. Peter (Sinzig)[14]
- Sechs Apostelfiguren (von acht) in St. Servatius (Siegburg)
- Figurengruppe "Heiliges Grab" in St. Johann Baptist (Bad Honnef)
- Doppelgrabmal des Grafen Gerhard II. von Sayn († 1493) und seiner Gemahlin Elisabeth von Sierck († 1484): Zwei Holzfiguren mit vergesetzten Engelfiguren, Abtei Marienstatt[15] Tilman erhielt den Auftrag 1487[16]
- Annaaltar: Schnitzaltar in der Apsis des südlichen Seitenschiffs der Propsteikirche St. Kornelius, Kornelimünster[17]
- Hölzernes Kruzifix in St. Patricius (Eitorf)

### Außerhalb des Kölner Raums
- Stehende Mutter Gottes, Maria-Magdalenenkirche (Lübeck)
- Stiftspatrone Cosmas und Damian im Chorraum des Essener Münsters[18]
- Figurengruppe "Grablegung Christi" an der südlichen Außenwand des Essener Münsters. Die Figuren weisen eine große Ähnlichkeiten mit denen in St. Johann Baptist, Bad Honnef, auf.[19]
- Madonna, St. Martin (Wilnsdorf)[20]
- Madonna mit Kind in der Propsteikirche St. Johannes Baptist, Dortmund